# Mariage
Mariage és una pel·lícula francesa dirigida per Claude Lelouch estrenada el 1974.

## Argument
La història d'una parella entre el 6 de juny de 1944 i el 6 de juny de 1974.

## Repartiment
- Bulle Ogier: Janine
- Rufus: Henri
- Marie Déa: La propietària
- Caroline Cellier: La jove casada
- Bernard Le Coq: El jove casat
- Charles Gérard: Un ancià combatent
- Harry Walter
- Léon Zitrone: Ell mateix
- Gérard Dournel: Un ancià combatent
- Germaine Lafaille
- Jean Solar: El general
- Oscar Freitag: L'oficial alemany